# Wintertaling
De wintertaling (Anas crecca) is een vogel uit de familie van de eendachtigen (Anatidae). De wetenschappelijke naam van de soort werd in 1758 gepubliceerd door Carl Linnaeus. Hij verwijst daarbij naar zijn Fauna svecica. Daar zijn dezelfde referenties te vinden die hij ook in Systema naturae geeft (Conrad Gesner, Ulisse Aldrovandi, Francis Willughby, John Ray en Eleazar Albin), alsmede een uitgebreidere beschrijving van de vogel. De naam 'crecca' is de latinisering van 'kricka', de Zweedse naam voor de soort. Van die naam wordt aangenomen dat het een onomatopee is.
Deze eend komt voor in een groot deel van Europa en Azië. In de noordelijke delen is het een trekvogel die overwintert in de tropen (zie kaartje).

## Veldkenmerken
Een volwassen wintertaling is ca. 35 cm groot en 350 gram zwaar. Het is daarmee de kleinste eend die in Europa voorkomt. Deze eend wordt ook wel de Euraziatische wintertaling genoemd omdat in Noord-Amerika een sterk gelijkende soort voorkomt, de Amerikaanse wintertaling (Anas carolinensis) die vroeger (en soms nog) beschouwd werd (wordt) als een ondersoort (A. crecca carolinensis).
Het mannetje van de wintertaling is overwegend grijs en heeft een kastanjebruine kop met daarop rond het oog een glanzende groene vlek, omzoomd door dunne gele lijntjes. Andere opvallende kenmerken zijn een horizontale witte streep op beide flanken en een helder, okergele vlek op de anaalstreek. Vrouwtjes zijn bruin, met uitzondering van een kleine groene spiegel (achterkant van de vleugel), een kenmerk dat beide seksen hebben en waardoor zij zich onderscheidt van het vrouwtje van de zomertaling.

## Leefwijze
Hun voedsel bestaat voornamelijk uit plantenkost (zaden), maar ook kreeftachtigen en insecten staan op het menu. Het mannetje maakt een hoog fluitend geluid, terwijl het vrouwtje kwaakt.

## Broedgedrag
Deze vogels broeden op de toendra, in graslanden en bosachtige streken, soms in zeer kleine watertjes. Het legsel bestaat uit acht tot elf lichtgele of lichtgroene eieren, die door het vrouwtje gedurende 23 dagen worden bebroed.

## Verspreiding en ondersoorten
Bij de wintertaling worden geen ondersoorten meer onderscheiden. De wintertaling broedt in noordelijk en centraal Europa en Azië. Buiten de broedtijd in centraal en zuidelijk Europa, noordelijk Afrika en zuidelijk en oostelijk Azië.

## Status in Europa (Nederland en Vlaanderen)
In Nederland, België, het Verenigd Koninkrijk, Ierland, Frankrijk, Denemarken en in delen van Duitsland, Zwitserland en Italië komt de wintertaling het hele jaar voor. In het noordoosten van Europa komt het dier alleen in de zomer voor, terwijl in het Middellandse Zeegebied wintertalingen alleen 's winters te vinden zijn.
In 1990 was er in de meeste gebieden in Nederland een sterke afname van rond de 50% ten opzichte van de periode 1968–1977. Volgens SOVON is er sindsdien nog steeds sprake van een verdergaande en significante afname. Rond 2007 broedden er nog ongeveer 2250 paar in Nederland.
De wintertaling is in 2004 als kwetsbaar op de Nederlandse Rode Lijst gezet. Deze eendensoort staat niet op de Vlaamse Rode Lijst en staat veilig op de internationale Rode Lijst van de IUCN, maar valt wel onder het AEWA-verdrag.
Tijdens de vogeltrek en in de winter komt de wintertaling in vrij grote aantallen voor. Deze aantallen vertonen eerder een toenemende dan een afnemende trend.

## Status wereldwijd
De grootte van de populatie is in 2019 geschat op 2,8 miljoen volwassen vogels. Op de Rode lijst van de IUCN heeft deze soort de status niet bedreigd.

## Afbeeldingen

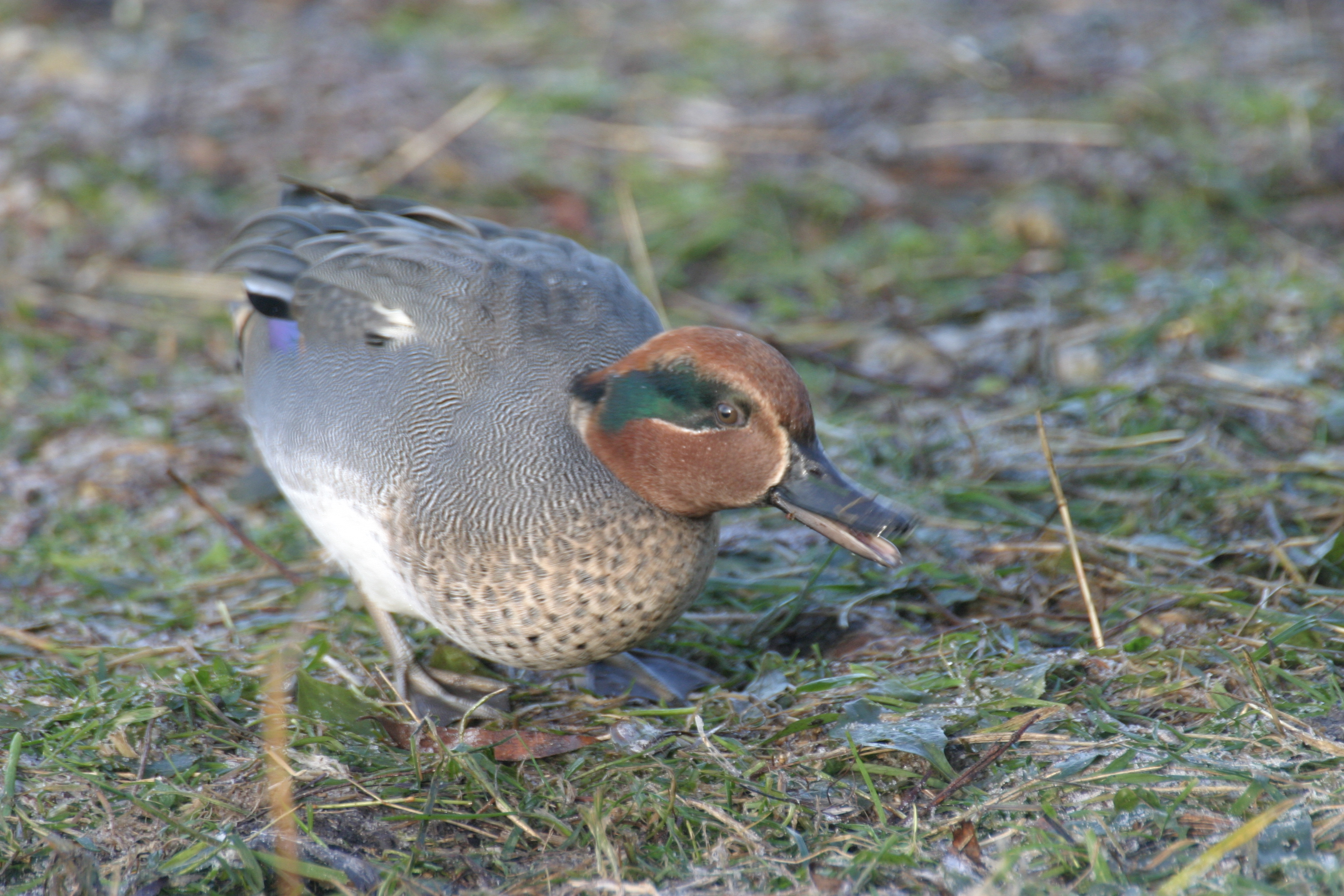
Mannetje
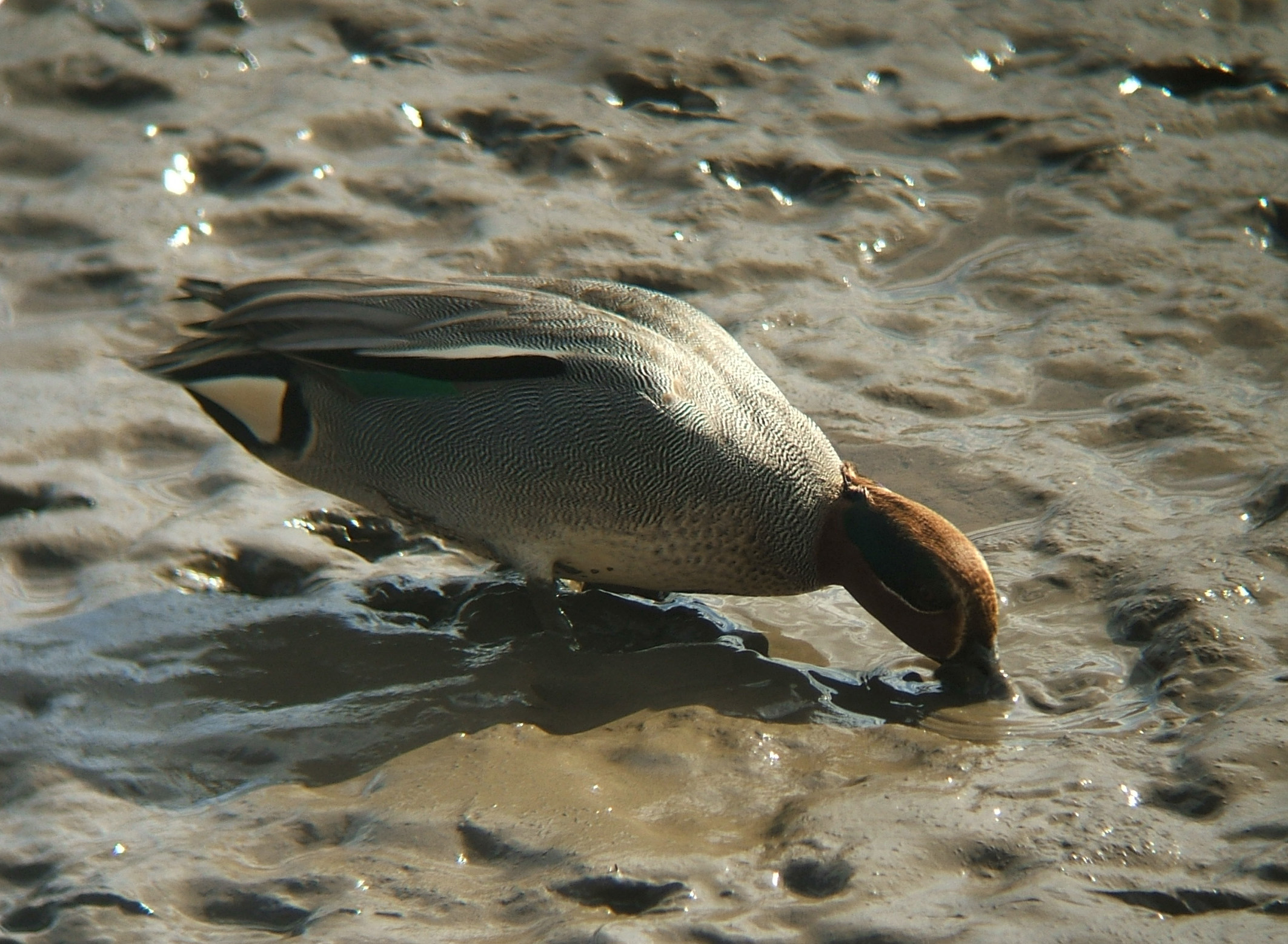
Mannetje
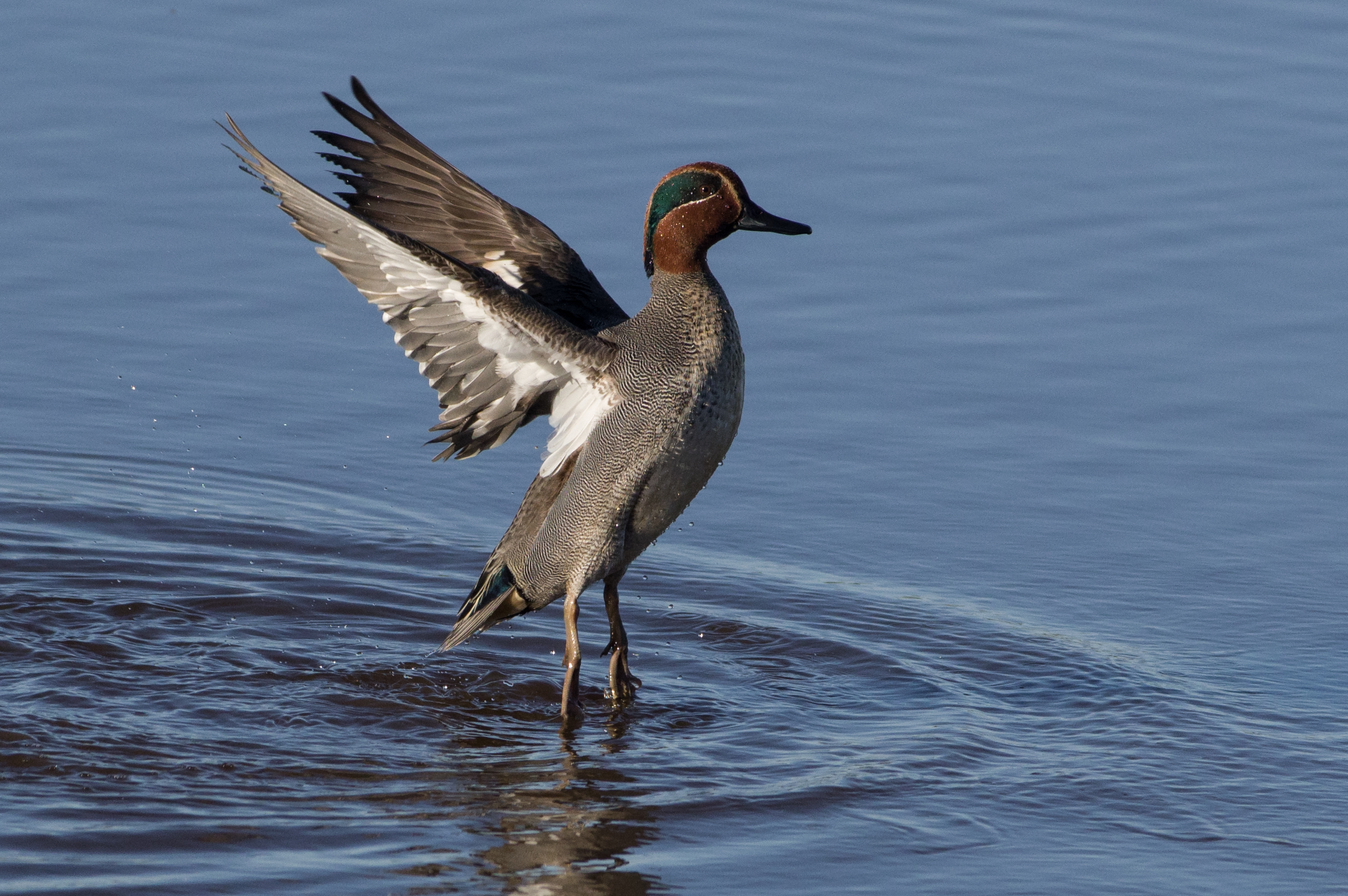
Mannetje
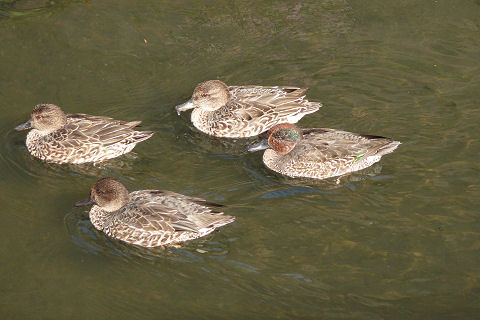
Eclipskleed
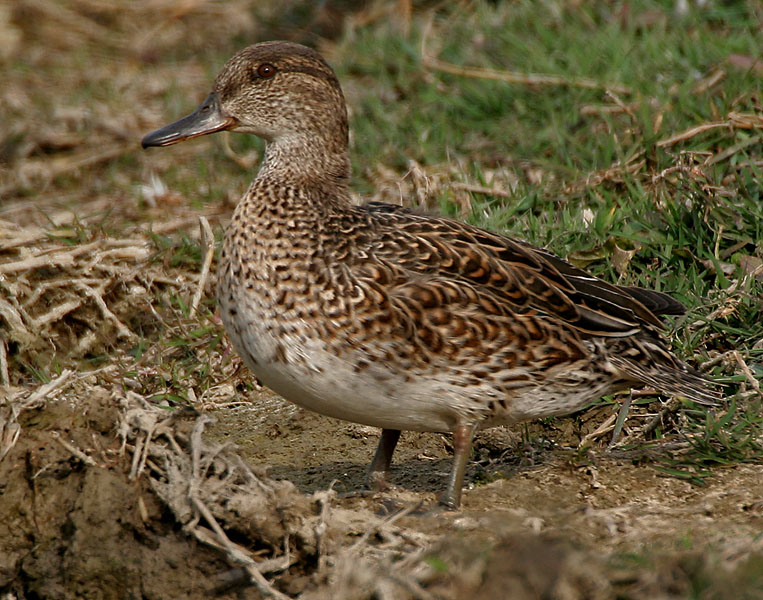
Vrouwtje